# وزغ مامای بتیک
وزغ مامای بتیک (نام علمی: Alytes dickhilleni) نام یک گونه از تیره قورباغه‌های دهان‌گرد است. این گونه وزغ بوم زاد جنوب شرقی اسپانیا می‌باشد. زیستگاه‌های این گونه شمال، جنگل‌ها، مانداب‌ها، آبگیرها، می‌باشد. این گونه بر اثر تخریب زیستگاه تهدید می‌شود. اندازه وزغ مامای بتیک حدود ۳٫۵سانتی‌متر است. محل زندگی این گونه وزغ کوهستان سیرانوادا در شرق اسپانیا است. این گونه معمولاً در ارتفاعات حدوداً ۷۰۰تا۲۰۰۰ متری یافت می‌شود.